# Jaramillo
Jaramillo è un comune (comisión de fomento secondo la nomenclatura amministrativa provinciale) dell'Argentina, appartenente alla provincia di Santa Cruz, nel dipartimento di Deseado.
La comisión de fomento fu istituita con legge provinciale il 29 ottobre 1949.
In base al censimento del 2001, nel territorio comunale dimorano 456 abitanti, con un aumento del 132% rispetto al censimento precedente (1991).